# Consuelo Miralles Gregori
Xelo Miralles (n. Oliva, La Safor) és una periodista i presentadora de televisió valenciana. El 1989 va presentar el primer informatiu de Canal Nou durant les emissions en proves de la cadena. Entre el 1989 i el 1997 va ser presentadora del Notícies 9. També va conduir programes com Dossiers. El 1997, amb Jesús Sánchez Carrascosa al capdavant de la direcció de TVV, va ser relegada al segon canal de TVV (llavors Notícies 9 i més tard Canal Nou Dos), on va presentar des del 1998 el programa de temàtica mediambiental Medi ambient.
El 2012 va participar en el boicot de Canal Nou organitzat pels treballadors de TVV per protestar contra un expedient de regulació d'ocupació que afectava gairebé 1300 treballadors de l'ens públic.